# 巴佐日昂帕雷
巴佐日昂帕雷（法語：Bazoges-en-Pareds，法語發音：[bazɔʒ ɑ̃ paʁɛ]）是法国卢瓦尔河地区大区旺代省的一个市镇，位于该省东部，属于丰特奈勒孔特区。

## 地理
巴佐日昂帕雷（46°39'22"N, 0°54'58"W）面积33.83 平方千米，位于法国卢瓦尔河地区大区旺代省，该省份为法国西部沿海省份，北起大西洋卢瓦尔省和曼恩-卢瓦尔省，西临大西洋，南至滨海夏朗德省，东部及东南部与德塞夫勒省接壤。
与巴佐日昂帕雷接壤的市镇（或旧市镇、城区）包括：拉卡耶尔-圣伊莱尔、尚托奈、沙瓦涅莱勒杜、拉若多尼耶尔、穆耶龙-圣日耳曼、圣莫里斯勒日拉尔、锡古尔奈、塔吕-圣热姆、里沃迪富日赖。

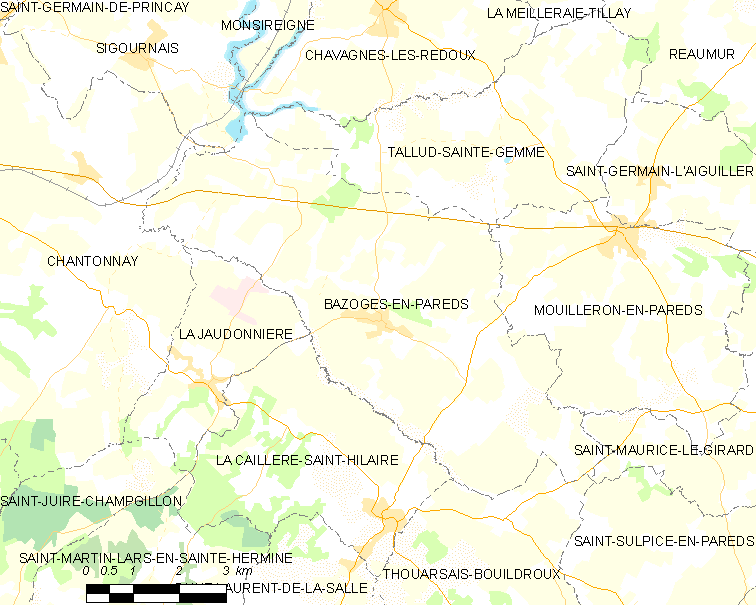
巴佐日昂帕雷的OSM定位图

巴佐日昂帕雷的时区为UTC+01:00、UTC+02:00（夏令时）。

## 行政
巴佐日昂帕雷的邮政编码为85390，INSEE市镇编码为85014。

## 政治
巴佐日昂帕雷所属的省级选区为拉沙泰涅赖县。

## 人口

1962-2008年间巴佐日昂帕雷人口变化图示

巴佐日昂帕雷于2022年1月1日时的人口数量为1161人。